# Järfälla kyrka
Järfälla kyrka är en kyrkobyggnad som ligger i Järfälla kommun. Den hör till Järfälla församling (från 1992 till 2009 Barkarby församling) i Stockholms stift.

## Kyrkobyggnaden
Den ursprungliga kyrkan byggdes i romansk stil under 1100-talet. Av den är långhusets östra hälft och angränsande del av koret bevarade i den nuvarande byggnaden. Av den ursprungliga inredningen finns bara dopfunten kvar. Ett par årtionden in på 1200-talet skedde en ombyggnad då alla väggar murades upp till nuvarande höjd. Över hela byggnaden fick man därigenom ett vindsutrymme med kyrkorummets takbjälklag som golv. Ovanför predikstolen syns några av bjälkhålen. I slutet av 1200-talet eldhärjades kyrkan och återuppfördes i gotisk stil istället. Omkring 1300 utvidgades långhuset fram till läktaren och sakristian. Nya större fönster byggdes och koret fick ribbvalv. Konturen efter en fönsternisch bortom ingången syns fortfarande med ursprunglig målning. Till nyinvigningen fick troligen sydportalen sin port med vackra smidda järnbeslag.
Det nuvarande utseendet fick kyrkan i huvudsak under 1400-talet. Kyrkan byggdes ut i fyra olika etapper, både vid koret och västerut, och valven slogs och vapenhus tillfogades. Omkring 1500 hade den fått sitt nuvarande omfång. 
Kyrkans fönsterindelning härrör från en ombyggnad 1825. Nya fönsteröppningar upptogs på norra sidan, medan de södra fönsteröppningarna vidgades. Alltjämt befintliga fönster insattes, vardera indelade med mitt- och tvärposter i fyra bågar med blyinfattat glas. I korgaveln sitter ett runt fönster, vars blyspröjsar formar årtalet ”1825”.
[1] Tuulse, A, Järfälla kyrka. Sveriges kyrkor, Uppland VI: 4, Sollentuna härad, volym 81, Stockholm 1958
Kyrkan restaurerades invändigt 1927 och 1970. I mitten på 1900-talet byggdes kyrkans västparti om.

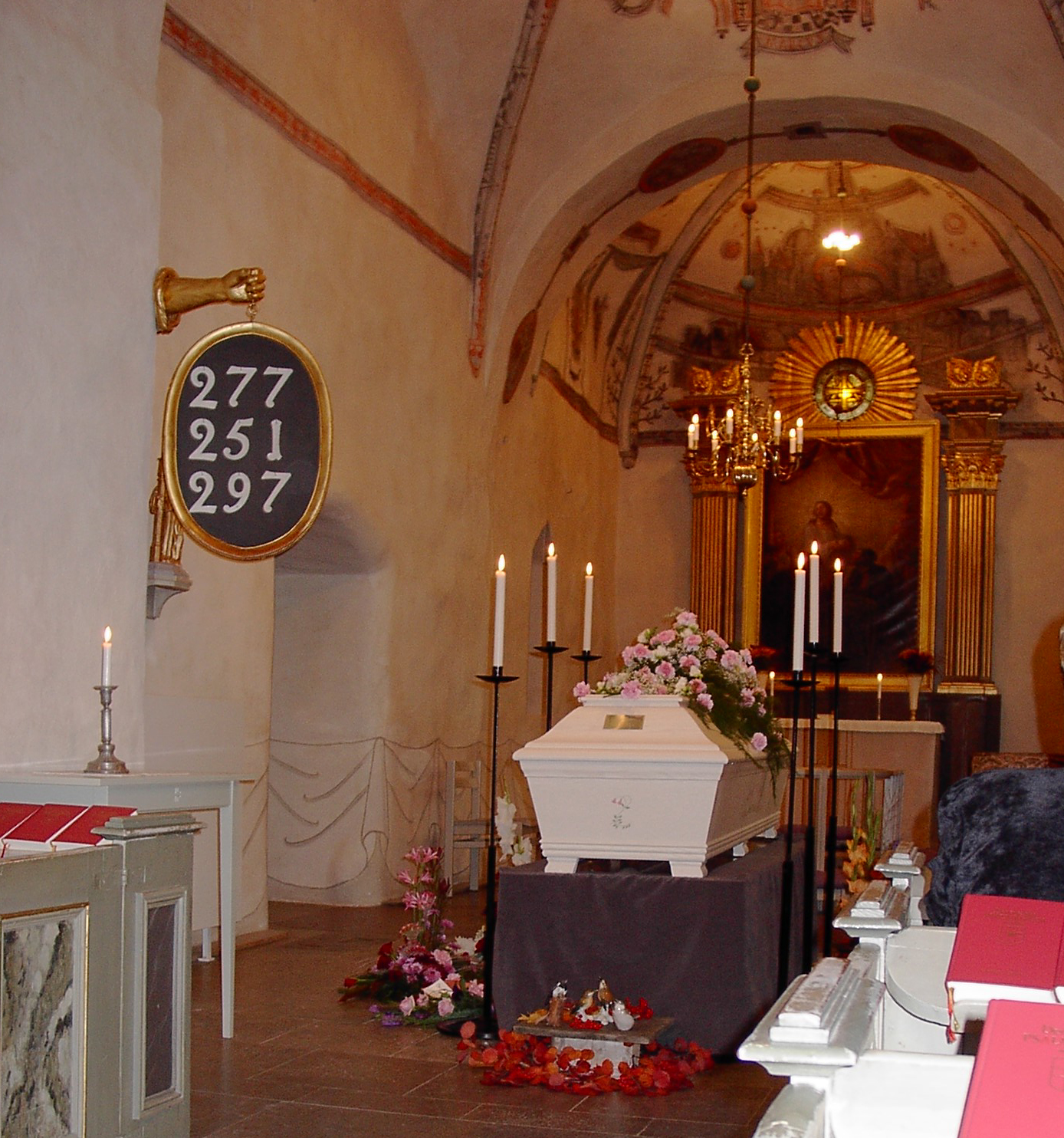
Begravning i kyrkan.
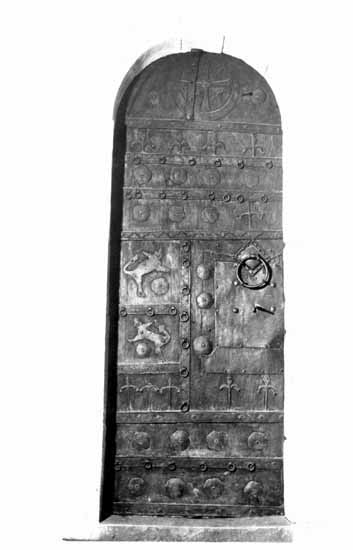
Sydportalens dörr med gotiskt dörrsmide.
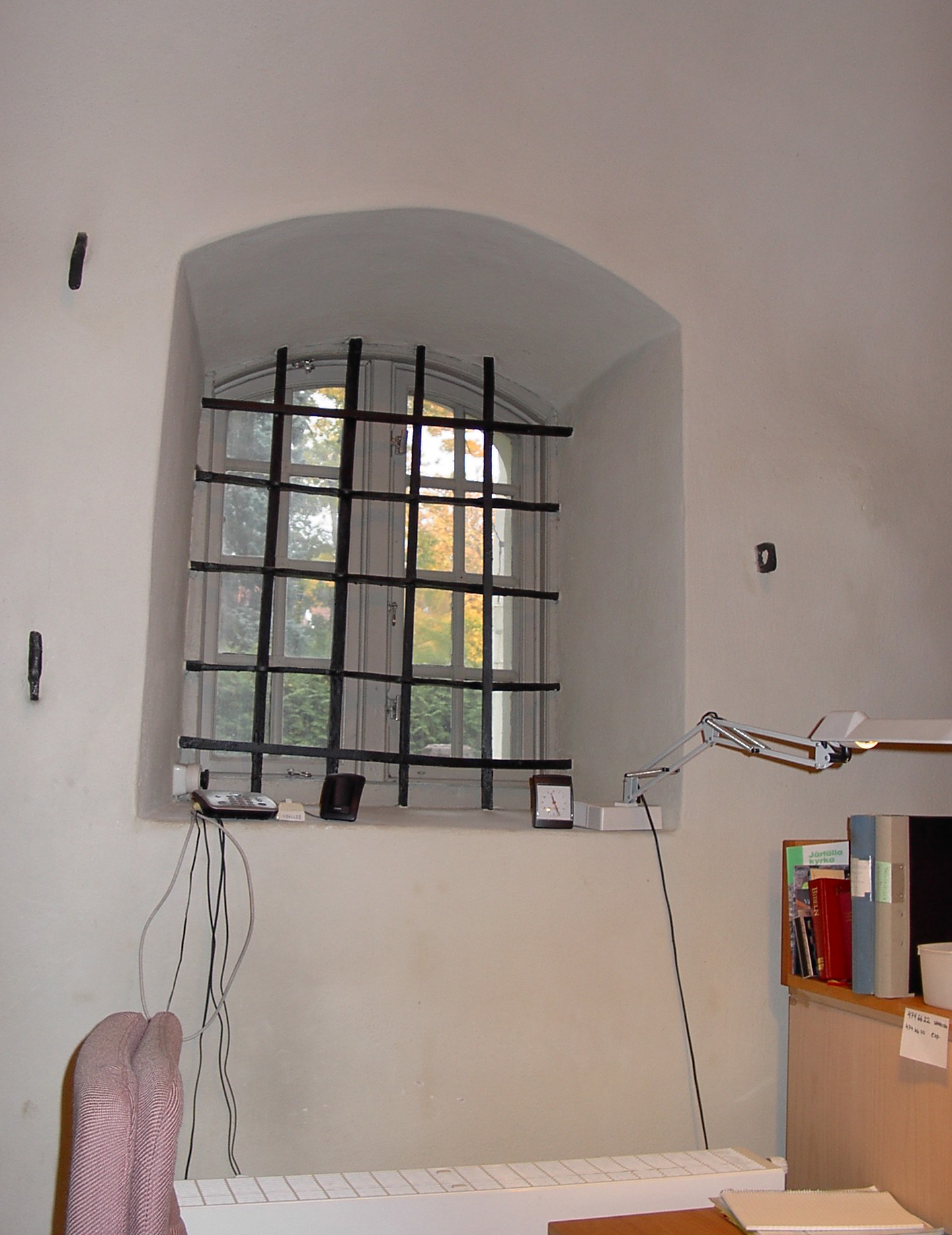
Lasse-Majas flyktfönster.

## Lasse-Maja
I kyrkans historia är Lasse-Majas besök sägenomspunnet. Tillsammans med två kumpaner stal han kyrksilvret i Järfälla kyrka den 8 februari 1812. Efter stölderna i Järfälla han blev gripen, dömd och fängslad på Karlstens fästning i Marstrand.

## Inventarier
Dopfunten från slutet av 1100-talet i sandsten är huggen av den gotländske stenhuggaren Semi-Byzantinos. Reliefen består av fabeldjur som rör sig i ett slingrande grenverk.
Från 1400-talet finns ett par omgjorda träskulpturer som ursprungligen krönt två ljusstavar. Från omkring 1500 härstammar en träskulptur av Anna själv tredje, nu placerad i en nisch i koret. Den kan ha tillhört ett altarskåp som kasserades 1825 och ersattes med den nuvarande altarprydnaden, altarmålningen.
Predikstolens äldsta delar är från 1600-talet och fick en större renovering genomförd 1724 på bekostnad av fältmarskalken greve Carl Gustaf Dücker, från gårdarna Jakobsberg och Säby, båda i Järfälla. Predikstolen är krönt av Majestas Domini och bilderna föreställer Kristus och de fyra evangelisterna. Den fick sin nuvarande placering 1752 och bakgrundsmålningen föreställande ett blått draperi. Det var i samband med en restaurering 1752 som bänkinredningen kom till och då flyttades predikstolen till sin nuvarande plats och draperimålningen utfördes.
Anna Carolina Adlerberg (1738-1767) förärades ett epitafium med inskriptionen: "Abraham Bäck, med dr, arkiatern, Kungl medicinska kollegiets preses, lät åt sin allra käraste hustru Anna Carolina Adlerberg, född den 19 juni 1738, död den 24 februari 1767, för hennes sällsynta dygders skull uppsätta detta monument". Epitafiet är krönt av ätten Adlerbergs vapen och utfört i kolmårdsmarmor, sannolikt ritat av Jean Eric Rehn.
De fritt hängande nummertavlorna inköptes 1758.
Altartavlan är målad av en okänd konstnär med motiv av den uppståndne Jesus i Emmaus. Den är målad av en okänd mästare och kom på plats vid restaureringen 1825. Takmålningarna i koret och det lilla runda fönstret med glasmålningar över altartavlan gjordes av Yngve Lundström 1927. Målningarna föreställer evangelisterna och deras symboler.
Kyrkan äger en mässhake från 1760 och ett ovanligt antependium från 1780 i atlassiden med broderier i rött silke. Altarförhänget donerades av Catarina Ebba Horn, vars initialer finns isydda i en sidenapplikation, och antas tidigare ha varit använt till en praktsäng från början av 1700-talet. Av de mer moderna textilierna, från 1900-talets mitt, finns alster av Gunnar och Britta Hakings vävateljé i Barkarby.

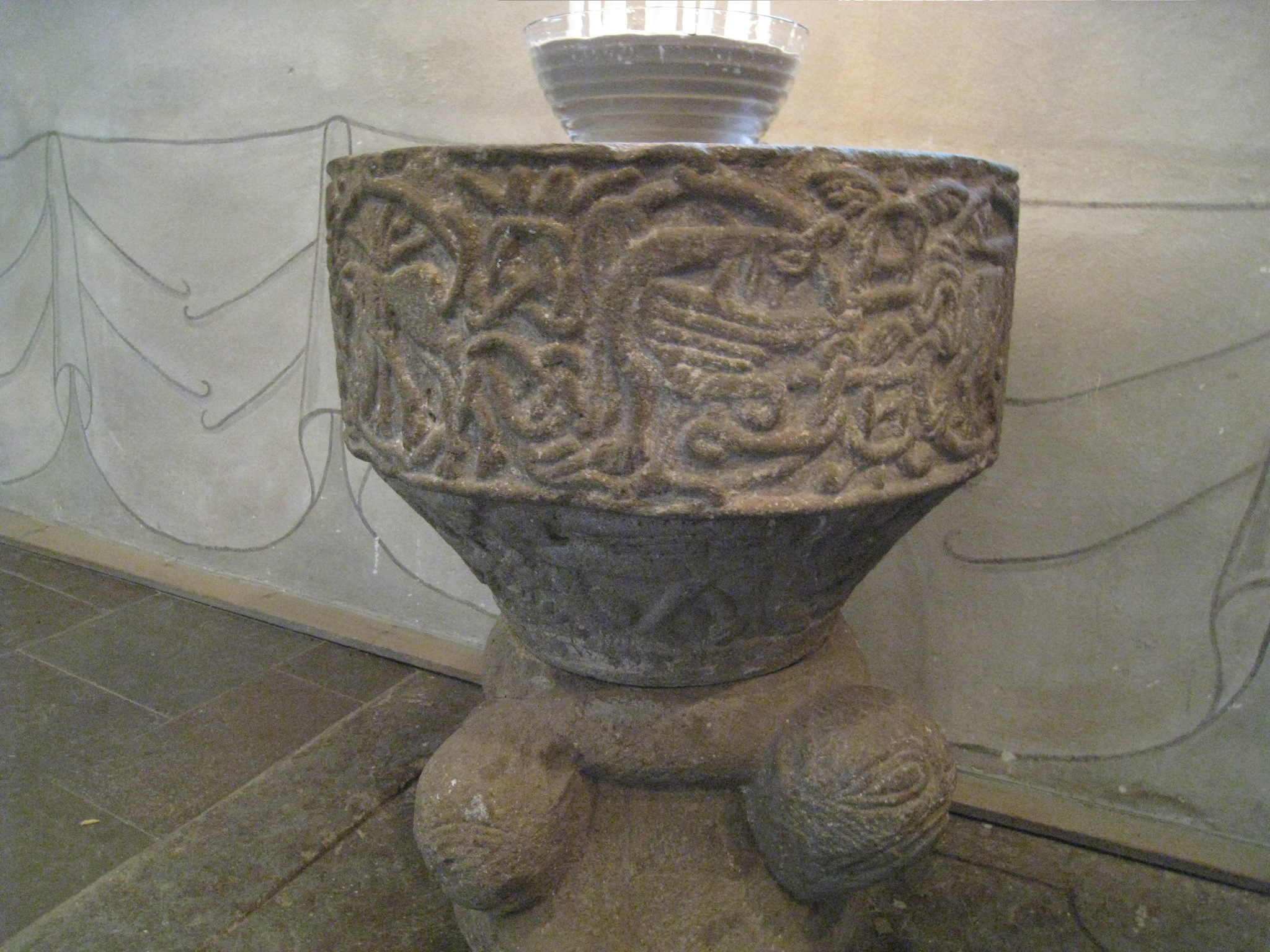
Dopfunten är från slutet av 1100-talet.
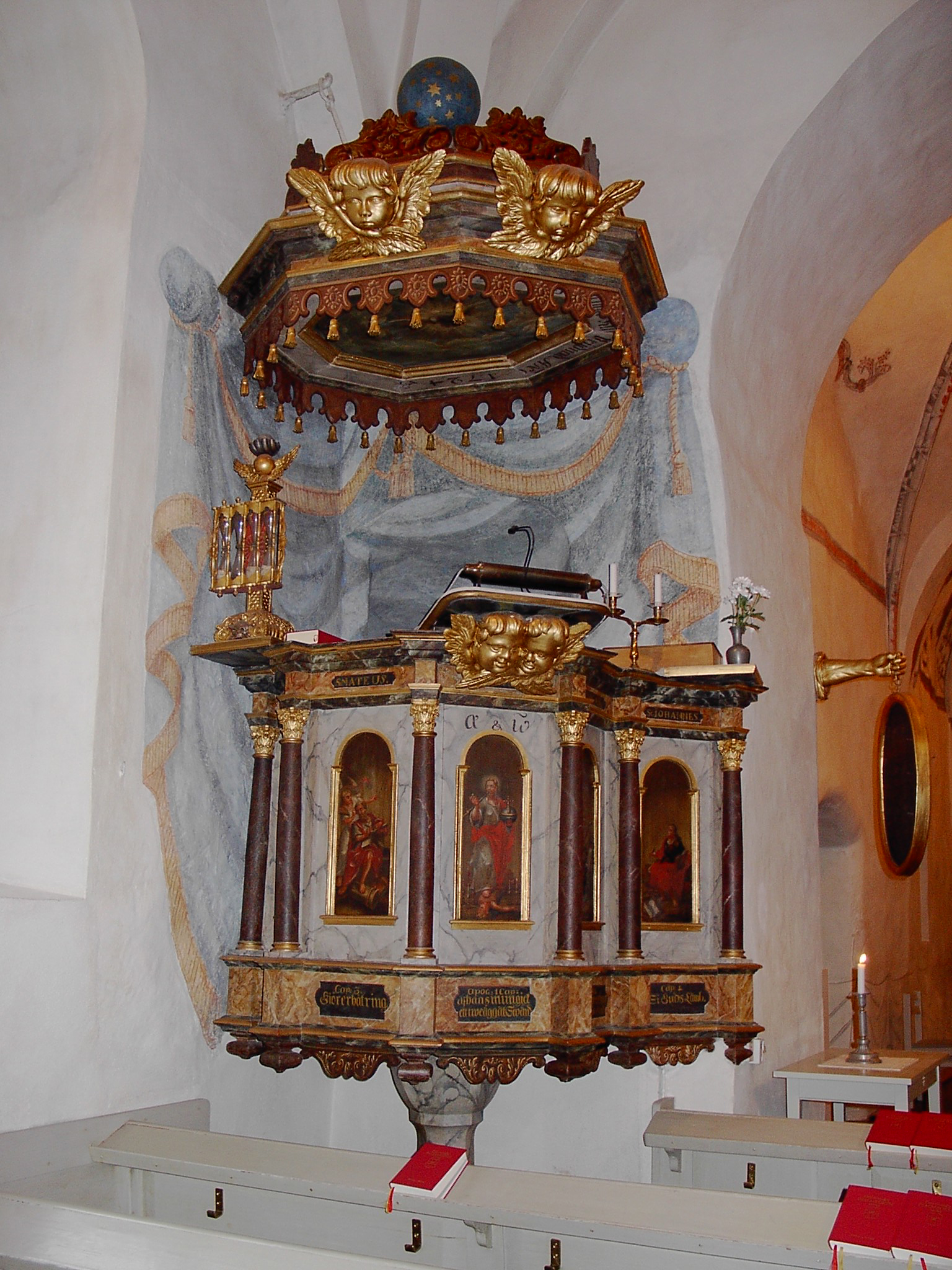
Predikstolen.
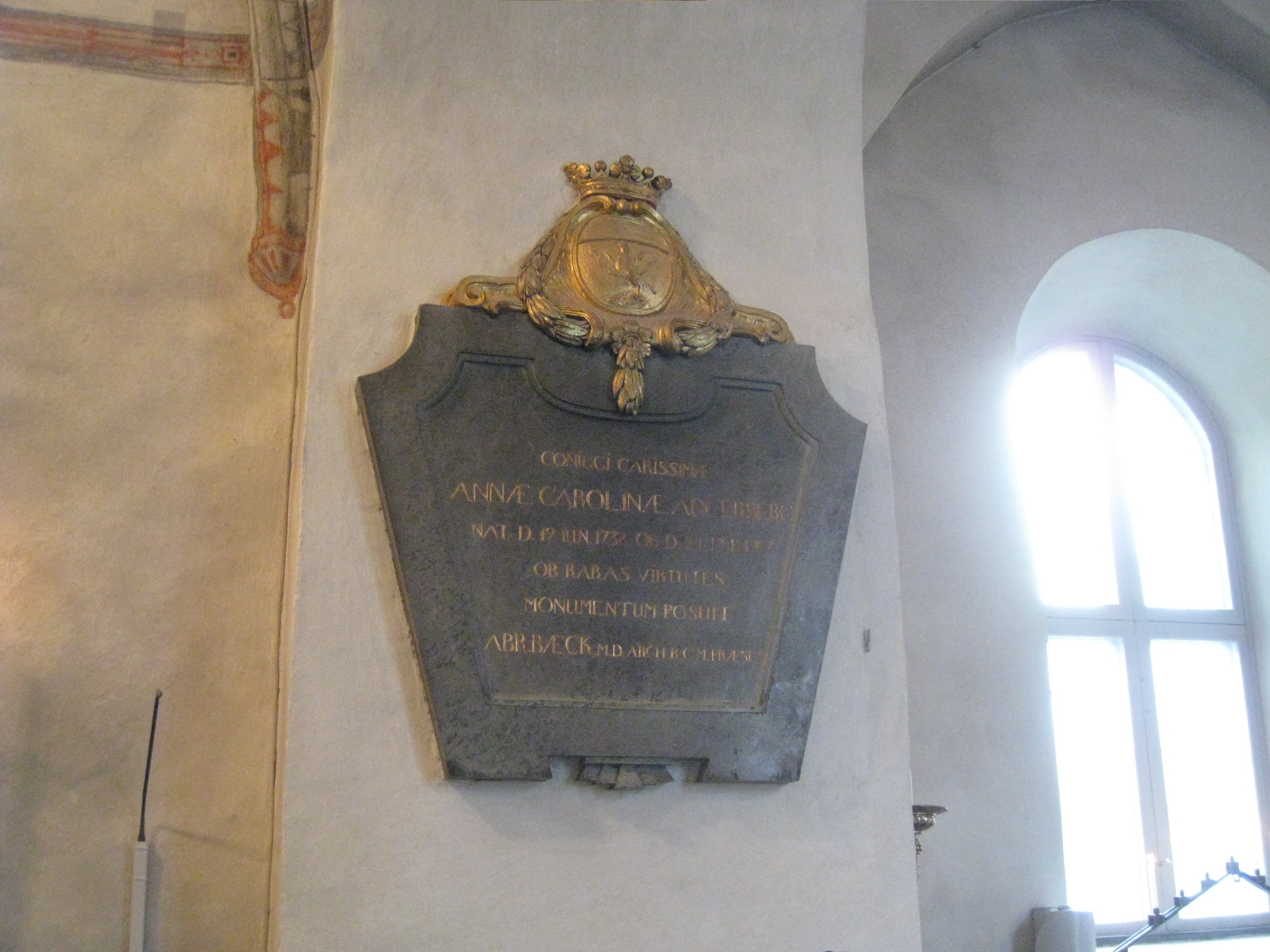
Epitafium över Anna Carolina Adlerberg.
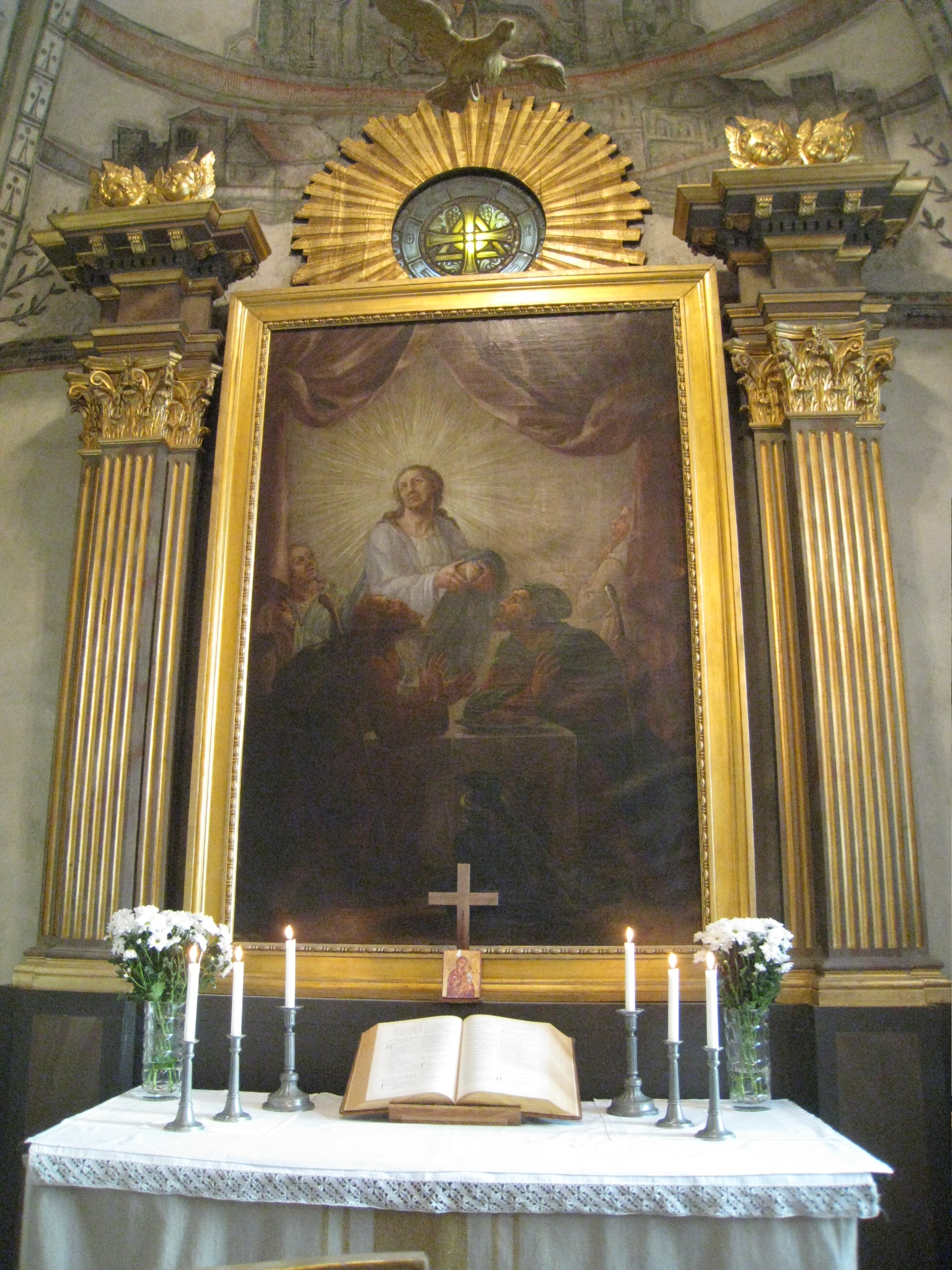
Altartavlan föreställer Jesus i Emmaus.

## Orgeln

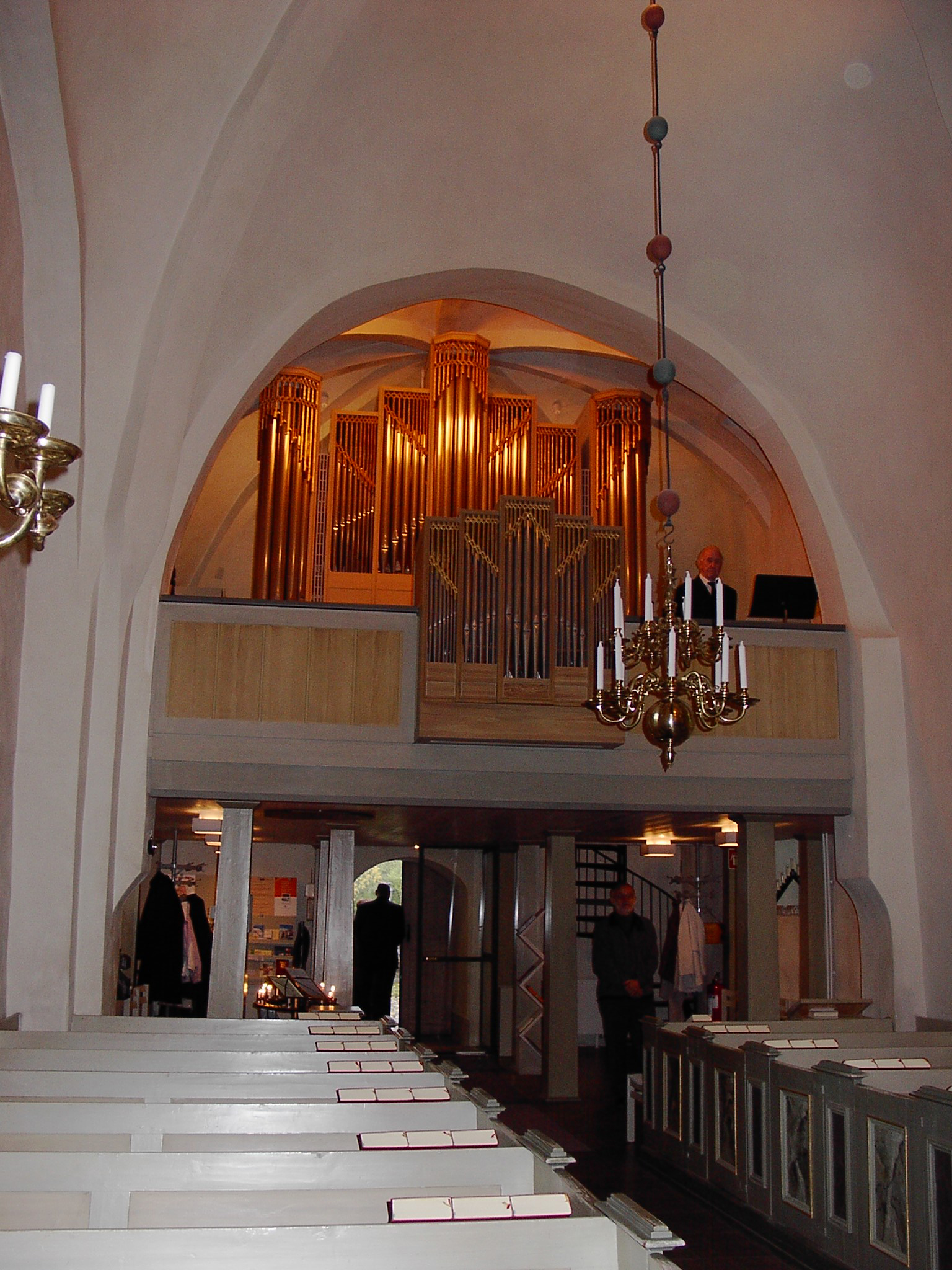
Orgeln.

1828 inköptes en orgel från Markims kyrka. 1962 installerades den nya orgeln, den byggdes av Marcussen & Søn. Orgeln utökades vid renoveringen 1970 till 27 stämmor. Orgelns fasad anses mycket tidstypisk och är ritad av PG Anderssen. Alla synliga pipor är ljudande, vilket inte alltid är fallet med orgelfasaderna. Orgeln renoverades 1999 av Walter Thür Orgelbyggen.
Vid en stor renovering 2019-2023 demonterades orgelverket för funktionskontroll och rengöring. Väderlådor renoverades och allt i läder byttes. Orgelverket omdisponerades och utökades till 30 stämmor. Kombinationssystem och elektriska koppel installerades. Renoveringen utfördes av Grönlunds orgelbyggeri AB i Gammelstad, efter program av Martin Hausner.

## Kyrkogården

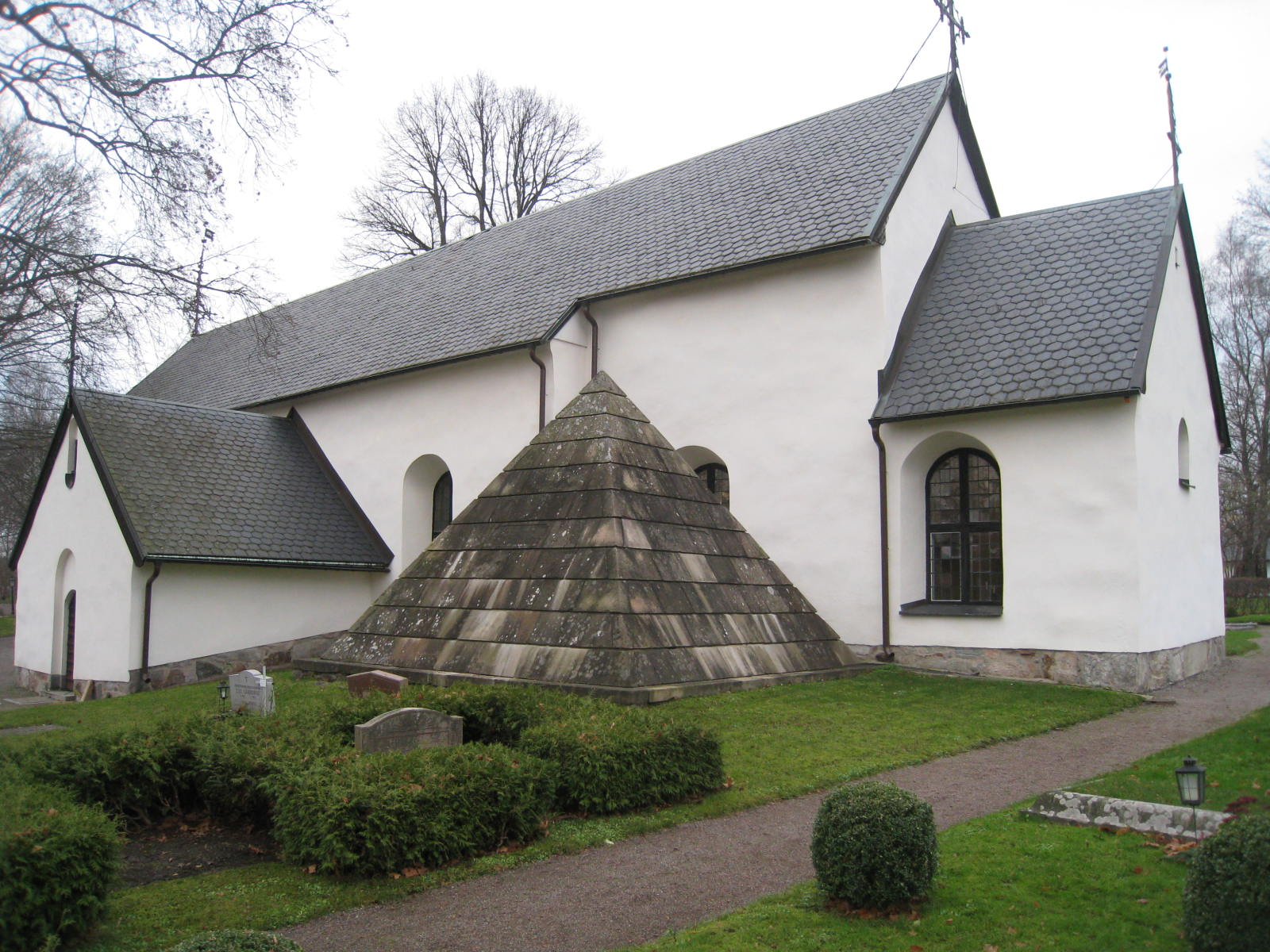
Adlerbergska gravkoret.

Intill kyrkans södra långsida och koret finns en pyramid i sten som är ett gravkapell, med ingång inne i kyrkan under dopfunten. Monumentet är uppfört 1762 som grav för kammarherre Olof Adlerberg och hans hustru Anna Sofia Gyllenborg, vilka var ägare till gårdarna Jakobsberg och Säby i Järfälla. Det tros vara ritat av Jean Eric Rehn med Cestiuspyramiden i Rom som förebild. Själva gravvalvet är originellt dekorerat med läderlappsbevingade dödskallar.
Klockstapeln ligger bredvid kyrkan och uppfördes 1738 då den ersatte en gammal klockstapel. Den stora kyrkklockan är från 1841 och den mindre från 1653.